# Gershom ben Salomon
Gershom ben Salomon, dit d'Arles ou Catalan, était un auteur juif du XIIIe siècle, vivant dans le sud de la France. Il compila une encyclopédie intitulée Sha'ar ha-Shamayim (« Porte des cieux ») en hébreu; cette œuvre eut beaucoup de lecteurs dans la suite du Moyen Âge et au début des Temps modernes.

## Biographie
On ne sait que peu de choses de la vie de Gershom ben Salomon. Il vécut dans le sud de la France (en Languedoc ou en Provence), peut-être à Arles. Il mourut, peut-être à Perpignan, vers la fin du XIIIe siècle.

## Œuvre
Gershom compila son encyclopédie, intitulée Sha'ar ha-Shamayim (« Porte des cieux ») quelque temps après les années 1270, probablement encore à la fin du XIIIe siècle. Dans cet ouvrage, de nombreuses citations et même des traités entiers proviennent de textes plus anciens, plus précisément de traductions d'ouvrages écrits en arabe.
Selon son introduction à l'œuvre, à la suite de Shem Tov Falaquera, il divisa ou envisagea de diviser son ouvrage en trois parties, traitant respectivement de la physique, de l'astronomie et de la métaphysique. La partie métaphysique n'est pas préservée. Cependant, certaines éditions ultérieures de l'ouvrage ont déplacé un chapitre sur l'âme vers la fin et l'ont déclaré être la partie métaphysique. (Dans les manuscrits, ce chapitre terminait la section physique.) Dans la configuration originale, telle que trouvée dans les manuscrits, le contenu est le suivant :
1. la physique: les phénomènes naturels, les métaux, les plantes, les animaux, l'homme, un chapitre sur les rêves et un chapitre sur l'âme ;
2. l'astronomie, tirée principalement d'Al-Farghani et de l'Almageste.

Parmi les auteurs grecs cités figurent Alexandre d'Aphrodise, Aristote, Empédocle, Galien, Hippocrate, Homère, Platon, Ptolémée, Pythagore, Thémistios et Théophraste ; et parmi les auteurs arabes : Ali ibn Abbas al-Majusi, Ali ibn Ridwan, Averroès, Avicenne, Qusta ibn Luqa, Al-Farabi, Al-Farghani, Hunayn ibn Ishaq, Isaac Israeli, Ibn Tufayl et Avenzoar. Une autre source importante est Maïmonide.
Sha'ar ha-Shamayim eut beaucoup de lecteurs dans la suite du Moyen Âge et au début des Temps modernes.
L'ouvrage fut imprimé, entre autres, à Venise en 1547 et à Rödelheim en 1801. L'édition de Venise suit l'ordre original des chapitres, mais l'édition de Rödelheim déplace le chapitre sur l'âme vers la fin et affirme qu'il s'agit de la partie métaphysique.

## Famille
Abraham Zacuto prétendit en 1504 que Gershom ben Salomon était le père de Lévi ben Gershom (Gersonide). C'est possible, mais très incertain.